# Frank Albert Cotton
Pour les articles homonymes, voir Cotton.
Frank Albert Cotton (9 avril 1930 – 20 février 2007) est chimiste inorganicien reconnu pour sa recherche sur la chimie des métaux de transition. Professeur de chimie à la Texas A&M University, il est l'auteur de plus de 1 700 articles scientifiques.

## Formation
Frank Albert Cotton est né en 1930 à Philadelphie. Il est élève des écoles publiques locales, et ensuite étudiant à l’université Drexel et à l’université Temple. Après avoir obtenu son bachelor à l’université Temple en 1951, il poursuit un doctorat sous la direction de Geoffrey Wilkinson à l’université Harvard où il travaille sur la chimie des métallocènes. Il obtient son doctorat en 1955.

## Carrière indépendante
Après son doctorat, Cotton commence à enseigner au Massachusetts Institute of Technology (MIT). En 1961 à l’âge de 31 ans, il est la plus jeune personne à devenir professeur titulaire à MIT. Son travail porte à la fois sur la structure électronique des molécules et sur leur synthèse chimique. Il initie l’étude des liaisons multiples entre les atomes des métaux de transition avec sa recherche sur les halogénures du rhénium. et en 1964 il est le premier à identifier une liaison chimique quadruple, à savoir dans l’ion Re2Cl82−. Il découvre d’autres molécules avec des liaisons métal-métal, et détermine la structure de l’acétate de chrome (II).
Il est un des premiers à employer la diffractométrie de rayons X des monocristaux afin d’élucider la chimie des complexes de métaux de transition. Dans ses études des agrégats moléculaires (ou clusters), il démontre que plusieurs possèdent la propriété d’être fluxionnels, ce qui signifie que des ligands échangent les sites de coordinence entre eux sur des échelles de temps observables par la spectroscopie. Il invente le terme hapticité et la nomenclature associée, afin de décrire le nombre d’atomes contigus d’un même ligand qui se lient à un atome central.
En 1972 Cotton se déplace à la Texas A&M University comme titulaire de la chaire de chimie Robert A. Welch, et l’année suivante comme professeur distingué Doherty-Welch. Il devient aussi directeur du Laboratoire pour la structure moléculaire et les liaisons à la même université.

## Influence pédagogique
En plus de sa recherché, Cotton a enseigné la chimie inorganique. Il est auteur du manuel classique « Applications de la théorie des groupes à la chimie », dont la première édition américaine a paru en 1963. Ce livre a initié des générations des chimistes à l’analyse de la liaison chimique et de la spectroscopie moléculaire à l’aide de la théorie des groupes pour décrire la symétrie moléculaire.
Parmi les étudiants universitaires, Cotton est peut-être mieux connu comme coauteur (avec son directeur de thèse, Sir Geoffrey Wilkinson) du manuel « Advanced Inorganic Chemistry », maintenant rendu à son sixième édition anglaise. Ce texte fait un survol de la chimie des complexes, la chimie des agrégats (ou « clusters ») moléculaires, la catalyse homogène et la chimie organométallique.
Cotton a fait partie des comités de rédaction de plusieurs revues scientifiques, y compris le Journal of the American Chemical Society, Inorganic Chemistry et Organometallics. Il a présidé la Division de la chimie inorganique de la American Chemical Society (ACS) et il a occupé le poste de conseiller de la ACS pendant cinq années. Il était membre de 1986 à 1988 du National Science Board des États-Unis, organisme qui dirige la National Science Foundation.
Il a aussi dirigé la recherche de 116 étudiants doctoraux et de centaines d’étudiants post-doctoraux pendant sa carrière.

## Reconnaissances majeures
Cotton reçoit la Médaille William-H.-Nichols en 1975, le Willard Gibbs Award en 1980 et est lauréat de la National Medal of Science des États-Unis en 1982. En 1998 il reçoit la Médaille Priestley, ce qui représente la reconnaissance la plus haute accordée par l'American Chemical Society, et en 2000 le Prix Wolf international.
En 1995 le département de chimie à l’Université Texas A&M, ainsi que la section locale de l'American Chemical Society, inaugure la médaille annuelle F.A. Cotton pour l’excellence dans les recherches chimiques. Un deuxième prix nommé dans son honneur, le Prix F. Albert Cotton pour la chimie inorganique synthétique, est présentée chaque année à la réunion annuelle de l'American Chemical Society.
Cotton était membre de l’Académie nationale des sciences des États-Unis, ainsi que des académies analogues en Russie, en Chine, au Royaume-Uni, en France et en Danemark, et aussi que de l'American Philosophical Society. Il a reçu vingt-neuf doctorats honoris causa.